# Průtrž hornin a plynů
Výrony a průtrže jsou jevy vyskytující se ve specifických důlně geologických podmínkách, při nichž dochází k vyvržení určitého objemu uhelné hmoty do prostoru důlního díla (chodby, porubu), mnohdy na velkou vzdálenost, za současného uvolnění velkého množství plynů. Charakteristickými projevy jsou dále přítomnost velmi jemného úhelného prachu ve vyvrženém materiálu a vznik typické kaverny v okolí důlního díla.

## Výrony plynů
Jsou náhlým uvolněním poměrně velkých množství plynů do důlních prostor. V horninovém masivu jsou mnohdy pod značným tlakem nahromaděny různé plyny. Na uhelných ložiscích to nejčastěji bývá metan a oxid uhličitý, ale vzácnosti není ani dusík (v solných dolech), vodík, oxid uhelnatý (ten byl indikováni při některých průtržích na Dolech J. Šverma) či jiné plyny. Porušením rovnováhy horského tlaku hornickými pracemi se mění rovnovážný stav uzavřených plynů, které mají snahu se uvolnit. Období před průtrží bývá signalizováno zvýšenou desorbcí uzavřených plynů, což je využíváno při prognóze nebezpečí. V místech nebezpečných průtržemi se k provokaci využívá otřesné trhací práce. S často dosti intenzivní produkcí plynu jsou známy zejména jako fukače metanové nebo obsahující oxid uhličitý. Vhodnou komunikací pro výstup plynů jsou trhliny v hornině, poruchová pásma narušena důlními díly, vrty či vývrty. Některé fukače trvají několik roků i desítky let. Jejich vydatnost kolísá od několika krychlových metrů až po deseti tisíce krychlových metrů za 24 hodin. Tlak plynu na výstupu dosahuje až 0,5 MPa, ale většinou nepřesahuje hodnotu 0,1 MPa. Nebezpečí výronů je v tom, že jednak zhoršují v místě svého výstupu hygienickou nezávadnost složení ovzduší, jednak mohou vytvářet výbušné směsi (směs vzduchu a hořlavých látek ve formě plynů, par, mlhy nebo prachů při atmosférických podmínkách, kdy po vzniku iniciace dojde k hoření, nebo může dojít k výbuchu) se vzduchem. Podle druhu plynů rozdělujeme výrony plynů na:
- průtrže metanové (CH4)
- průtrže smíšené (CH4 + CO2), popřípadě jiných plynů
- průtrže oxidu uhličitého (CO2)

## Průtrže
Jsou zpravidla provázeny vyražením (vyhozením) značného objemu rozdrceného uhlí nebo horniny do důlních prostorů. V průtržových plynech na uhelných dolech jsou nejčastěji zastoupeny metanem a oxidem uhličitým v různých poměrech směsi. Plyn se uvolňuje v množství od tisíce do několika set tisíců krychlových metrů téměř v jediném okamžiku a doprovází jej většinou vyražení drti v množství několika tun až po tisíce tun. V mnoha případech bylo vyražené množství plynu i pro povrchové provozy. Při průtržích oxidu uhličitého často dochází doslova k havarijnímu zaplavení okolí postiženého dolu nedýchatelnou atmosférou. V důlním prostředí nebývá po uvolnění napětí v hornině tlak plynů příliš velký, přesto dochází i k destrukcím výztuže a k rozsáhlým a náhlým zaplynováním důlních děl, a to i proti směru proudění větrů na značnou vzdálenost. V rozsáhlých oblastech jsou horníci ohrožením snížením koncentraci kyslíku a při poruše větrání může dojít i k výbuchu směsi plynů. V přímém dosahu vyražených hornin pak mohou být lidé zasypání, mechanicky poranění a nebo mohou být udušení v uhelné drti. Lidé pracující v oblastech s ohrožením nebo nebezpečím průtrží musí být zvlášť školení a platí tam přísnější pravidla. Charakteristickými projevy jsou dále přítomnost velmi jemného uhelného prachu ve vyvrženém materiálu a vznik typické kaverny v okolí důlního díla. Podle horniny, ve které průtrž vzniká, se průtrže rozlišují na:
- průtrže uhlí a plynů
- průtrže pískovců, popřípadě slepenců a plynů

Oba druhy se označují společným názvem, průtrž hornin a plynů. Za průtrž uhlí a plynů se považuje prudký výhoz alespoň 0,5 tun uhlí z uhelné sloje do důlního díla, spojený s náhlou velkou exhalací plynů. Za průtrž pískovců, popřípadě slepenců a plynů se považuje prudký výhoz hmoty z vrstvy pískovců nebo slepenců do důlního díla spojený s náhlým uvolněním plynů.
Za příznaky průtrže se považují následující jevy:
- viditelné vytlačování uhlí z pilíře
- náhlý zvýšený tlak na výztuž
- rány různé intenzity ve sloji a v okolních horninách
- pulzující vyfukování uhelné drti z vrtů a vývrtů
- vytlačování nebo svírání vrtného nářadí při vrtání nebo jeho přerušení
- náhlé zvýšení exhalace plynů z uhelného pilíře [1][2]

V českém hornictví byly průtrže časté v OKR na bývalých dolech J. Šverma (1894, tehdejší Ignát), potom Paskov, Rudý Říjen a Vítězný únor, výjimečně byly zaznamenány v Rosických uhelných dolech (Antonín 1985), Východočeských uhelných dolech (Nejedlý 1986) a v Kladenských dolech při hloubení jam připravovaného dolu Slaný. V podmínkách OKR, byly při průtržích zaznamenané výhozy až o 400 tun uhlí a uvolnění až několika tisíc krychlových metrů plynů.

## Průtrž na dole Jan Šverma v Ostravě
Dne 22. října 1969 došlo k průtrži na černouhelném dole J. Šverma v OKR v porubu o délce 165 metrů ve sloji Novodvorský, která zde měla úklon 32° a mocnost 103 cm. K průtrži došlo v místě pod tektonickou poruchou v době vyuhlování po předchozí rozrušovací trhací práci. Při nehodě byli mechanickými účinky průtrže smrtelně zranění dva horníci.

## Průtrž v Japonsku
Dne 16. října 1981 došlo na černouhelném dole Yubari – Shin v Japonsku po trhací práci v čelbě ražené těžní chodby k průtrži metanu a uhlí. Bylo vyraženo 5 320 tun uhlí a 600 tisíc krychlových metrů metanu. Při nehodě zahynulo 83 horníků a při asanačních pracích 10 záchranářů. Vyraženým uhlím bylo zasypáno 69 metrů chodby nad porubem, porub do vzdálenosti 80 metrů a ražená těžní chodby po délce 70 metrů. Deset hodin po průtrži vznikl v těžní chodbě požár, který postupně zachvátil celý těžební úsek. Hoření podporoval vyfukující stlačený vzduch.

## Ernst Thälman
Za největší průtrž hornin a plynů v historii je považovaná průtrž, ke které došlo před 67 lety dne 7. července 1953 v draselném dole Ernst Thälman, který pařil do tehdejšího národního podniku Kalibetrieb-Werra v Německé demokratické republice. K průtrži došlo po trhací práci, která se prováděla odpálením z povrchu, bez přítomnosti lidí v dole. Bezprostředně po odpalu došlo k průtrži kolem 100 tisíc tun draselné soli a přes 700 tisíc krychlových metrů oxidu uhličitého – CO2. Plyn se dostal jámou na povrch z hloubky 520 metrů na povrch, kde se rozlil z jámové ohlubně do nedaleké doliny, ve které bylo situováno obytné sídliště a ve kterém se nadýcháním plynů udusilo 22 osob.